# Harriet Hunt
Harriet V. Hunt (Oxford, 4 de Fevereiro de 1978) é uma Grande Mestra de Xadrez inglesa campeã mundial júnior e quatro vezes campeã nacional da Inglaterra.

## Carreira
Harriet foi também 5 vezes campeã britânica júnior para garotas e, em 1991 venceu o campeonato júnior, se tornado a primeira garota a competir vitoriosamente em campeonatos mistos. Aos 16 anos participou do Equipe Olímpica da Inglaterra, e um dos bons resultados nesta competição foi um empate com a futura campeã mundial Antoaneta Stefanova.
Em 1997, ela venceu o Campeonato mundial júnior em Żagań, depois de um ano longe da Universidade de Cambridge. Em 1999, Harriet recebeu o título de WGM e no Campeonato de Equipes Europeu em Batumi recebeu a medalha de ouro jogando no tabuleiro 1, com uma performance de 7/9.
Em 2000, recebeu da FIDE o título de IM, com um ranting ELO de 2454, o que a colocava na época com a 16ª enxadrista do mundo e a melhor enxadrista inglesa do mundo.